# Liste des instruments de la musique traditionnelle géorgienne

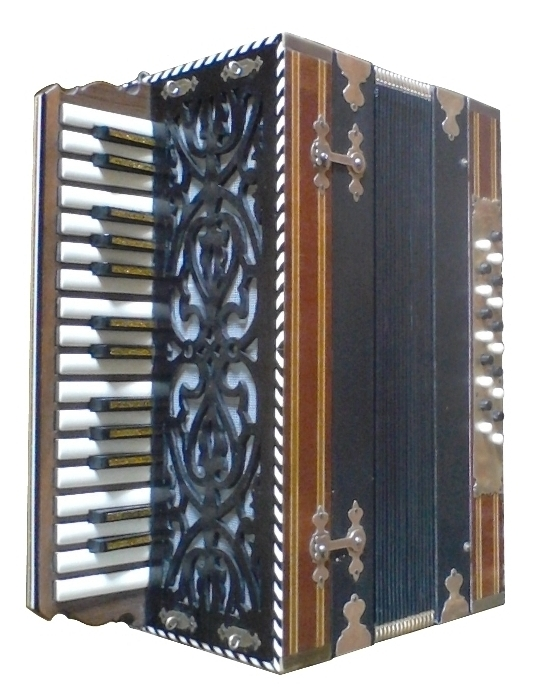
Garmoni (XIXe siècle)

Une liste des instruments de la musique géorgienne, non exhaustive, peut être établie par ordre alphabétique de la manière suivante :
- Doli, tambour à double face,
- Doudouki, instrument à vent,
- Garmoni[1], accordéon,
- Daïra, tambour sur cadre,
- Diplipito, double caisse de percussion,
- Goudastviri, cornemuse,
- Pandouri, instrument à cordes,
- Salamouri, flûte,
- Tchangui, harpe,
- Tchiboni, cornemuse,
- Tchongouri, instrument à cordes,
- Tchouniri, instrument à cordes,
- Touloumi, cornemuse,
- Zourna, instrument à vent.

De multiples autres instruments traditionnels sont joués en Géorgie, à vent (buki, buzika, larchemi-soinari, pilili, tsiko-tsiko), à cordes (abkhartsa) ou à percussion (tsintsila),.